# Prix Amic
Pour les articles homonymes, voir Amic.
Le prix Amic  de l'Académie française est un prix annuel de soutien à la création littéraire créé en 1932 par la fondation Henri Amic. Il est actuellement doté de 4 000 euros.